# Musashi - Giang hồ kiếm khách
Musashi - Giang hồ kiếm khách (宮本武蔵 Miyamoto Musashi) vốn là một trường thiên tiểu thuyết được đăng tải trên báo Asahi của nhà văn Yoshikawa Eiji. Tác phẩm này được đăng liên tục từ ngày 23 tháng 8 năm 1935 đến ngày 11 tháng 7 năm 1939. Nội dung tác phẩm viết về cuộc đời kiếm sĩ của nhân vật lịch sử Miyamoto Musashi (thế kỷ 16) từ thuở thiếu niên, quyết lập thân bằng kiếm đạo cho đến lúc trở thành kiếm sĩ vang danh thiên hạ. Đồng thời, thông qua nhân vật Musashi, tác phẩm cũng đề cập đến cuộc đời của các kiếm khách xung quanh Musashi và những biến động của xã hội Nhật Bản đương thời. Tác phẩm này mô tả kiếm hào Miyamoto Musashi, khai tổ của phái song kiếm Nitō-ryū dưới khía cạnh của một người cầu đạo, nhận thức sự đời dưới góc độ vô thường nên đã đánh trúng tâm lý người dân Nhật Bản trong thời kỳ chiến tranh Thái bình dương. Người Nhật đọc "Miyamoto Musashi" trong bối cảnh đất nước bị chiến tranh tàn phá, họ tìm thấy ở Miyamoto Musashi tinh thần cầu đạo mãnh liệt, tinh tấn dũng mãnh vượt qua mọi nghịch cảnh của cuộc đời. Trải qua thời kỳ kinh tế bong bóng sụp đổ, một lần nữa người dân Nhật Bản lại tìm đến Musashi như một nguồn động viên mãnh liệt để vượt qua bao khó khăn trong cuộc đời. Vì vậy tuy có rất nhiều tác giả, nhiều tiểu thuyết viết về kiếm thánh Miyamoto Musashi nhưng bản tiểu thuyết của Yoshikawa Eiji vẫn được đánh giá là một trong những bộ tiểu thuyết được dân chúng Nhật yêu thích nhất, là bộ sách gối đầu giường cho bao thế hệ người Nhật Bản, trở thành một đại biểu lớn cho nền văn học đại chúng của đất nước này và cũng là một trong những bộ sách bán chạy nhất tại nước này. Sau khi kết thúc đăng tải trên mặt báo, Miyamoto Musashi được xuất bản dưới dạng sách bỏ túi (Tankōbon) và ảnh hưởng nhiều đến các tác phẩm ở mọi thể loại khác lấy đề tài về nhân vật Musashi như Manga, Anime, điện ảnh, kịch nói, game......

## Nội dung
Tác phẩm mở đầu bằng cảnh Shinmen Takezō bại chiến khi
tham gia vào Tây quân trong cuộc phân tranh thiên hạ giữa họ
Tokugawa và họ Ishida trên chiến trường Sekigahara vào đầu
thế kỷ 16. Thuở thiếu niên, Takezō ôm mộng xuất thế lập thân,
rủ người bạn thân là Matahachi cùng rời bỏ làng Miyamoto để
xuất trận hòng tìm công danh với đời. Tây quân bại trận tan tác,
để báo tin Matahachi đã lưu lạc tha phương, Takezō trở về làng
Miyamoto nhưng gặp phải sự phản kháng, truy đuổi từ bà cụ
Osugi, mẹ của Matahachi. Như con thú hoang bị dồn vào đường cùng,
Takezō ra sức chém giết bất kỳ ai đến gần mình, tâm cảnh
lâm vào chỗ rách nát khôn cùng. Giữa lúc đó, thiền sư
Takuan Sōhō và thiếu nữ thánh thiện Otsū xuất hiện, giúp Takezō làm
lại cuộc đời.
Trải qua 3 năm giam mình trong thạch thất, đọc sách thánh hiền, Shinmen Takezō lấy tên làng Miyamoto làm họ, đổi tên thành Musashi và lập chí
xuất thân bằng kiếm đạo, truy đuổi cái ráo riết tột cùng của kiếm đạo
trên con đường "kiếm thiền nhất như" đầy gian khổ. Tác phẩm kết thúc
sau khi Musashi trải qua quá trình rèn luyện thân, tâm khắc kỷ, trở thành
kiếm khách được thiên hạ mến mộ và đánh bại địch thủ Sasaki Kojirō
trên đảo Ganryū.

## Bối cảnh ra đời
Yoshikawa Eiji viết bộ "Musashi - Giang hồ kiếm khách" giữa lúc tranh luận với nhà văn Kikuchi Kan và Naoki Sanjūgo về vấn đề Miyamoto Musashi có phải là một danh nhân hay không. Năm 1932, Naoki phát biểu một bài về Miyamoto Musashi, trong đó phê phán Musashi ở nhiều góc độ. Để phản biện, Kikuchi Kan lại đưa ra những luận cứ chứng tỏ Musashi là một nhân vật đáng ngưỡng mộ. Giữa lúc tranh luận, Naoki có hỏi Yoshikawa rằng theo ý kiến của bên nào thì Yoshikawa đáp đồng ý với luận thuyết của Kikuchi. Đến khi Naoki bảo Yoshikawa hãy phát biểu lý do vì sao Musashi lại là danh nhân thì Yoshikawa chỉ lặng yên không đáp. 
Đến năm 1935, Yoshikawa bắt đầu viết "Musashi - Giang hồ kiếm khách" và đăng trên báo Asahi Shimbun. Dự định ban đầu chỉ là vài chục chương nhưng không ngờ, độc giả tỏ ra hết sức ái mộ nên Yoshikawa đã triển khai khéo léo đến hơn hai trăm chương. Tác phẩm này đã truyền cảm hứng cho rất nhiều đạo diễn và kể từ bộ phim đầu tiên về "Miyamoto Musashi" năm 1936, cho đến nay đã có khoảng vài chục bộ phim khác ra đời. Tác phẩm của Yoshikawa Eiji cũng ảnh hưởng không ít đến các loại hình nghệ thuật khác, cho dù nó có nhìn nhận nhân vật lịch sử Miyamoto Musashi dưới góc độ nào đi nữa. Miyamoto Musashi trở thành một hình tượng được mến mộ trong lòng quốc dân Nhật cũng nhờ một phần lớn ở tác phẩm của Yoshikawa Eiji.

## Nhân vật
Hầu hết các nhân vật xuất hiện trong tác phẩm đều là nhân vật lịch sử, được
Yoshikawa Eiji miêu tả đầy trực quan và sinh động. Yoshikawa xây dựng hình
tượng Miyamoto Musashi dưới khía cạnh một kẻ cầu đạo, một tinh thần tinh
tấn dũng mãnh, khắc kỷ, luôn tìm kiếm những giá trị mới, cảnh giới tốt đẹp hơn của bản thân. Musashi tượng trưng cho tinh thần kỷ luật, tính khắc kỷ, 
cầu đạo, quả cảm của người Nhật. Nhân vật thiền sư Takuan Sōhō là một
người thầy chỉ dẫn Musashi thuở còn nông cạn và luôn đưa ra những lời
khuyên khi Musashi phân vân, lạc lối. 
Bên cạnh đó, Yoshikawa cũng hư cấu nên hệ thống nhân vật Matahachi, bà cụ Osugi, Otsū để tượng trưng cho từng loại tính cách của con người.
Nếu như Matahachi tượng trưng cho sự sa ngả, hư hỏng thì bà cụ Osugi
lại là điển hình cho lòng cố chấp, bảo thủ của con người. Trong khi đó Otsū
lại là hình ảnh tượng trưng cho lòng vị tha, bao dung của con người. Trải qua biết bao oan khiên và sóng gió mà bà cụ Osugi gây ra, Otsū vẫn quyết
định tha thứ và cứu bà khi lâm nạn. Cuối cùng, cụ Osugi tỉnh ngộ và không 
còn đeo bám theo Otsū để báo thù nữa, thật đúng với câu "Bồ đề tâm
có công năng bẻ gãy mọi ác pháp".

## Bối cảnh xã hội
Miyamoto Musashi mở đầu bằng cuộc giao tranh kinh thiên động
địa trên chiến trường Sekigahara. Cuộc chiến này đã chấm dứt
thời kỳ Chiến quốc loạn lạc kéo dài một thế kỷ. Giờ đây thiên hạ thái bình
dưới sự thống trị của họ Tướng quân Tokugawa nên xã hội cũng có nhiều
biến động đáng kể. Tầng lớp võ sĩ vốn được trọng vọng trong thời chiến
bỗng dưng mất đi vị trí trong thời bình. Không còn những trận giao tranh
nữa nên võ nghệ dần đi vào thoái trào, võ sĩ không còn đường lập công
danh nhờ sự chém giết nữa. Thời thái bình, thông thương phát triển khiến
tầng lớp con buôn chợ búa vốn bị khinh ghét trong xã hội trước đó bỗng
trở thành một thế lực lớn dần buộc người ta phải cuối đầu. Đó là thời khắc giao mùa của xã hội võ gia với xã hội vật chất thực dụng, bọn con buôn dần chiếm ưu thế trong xã hội với những ngón đòn ma mãnh. Đọc "Miyamoto Musashi", người ta thấy rõ sự sa sút, đọa lạc của những danh gia vọng tộc xuất thân từ võ sĩ như nhà Yoshioka. Một sự đọa lạc đến bi đát mà sự thay đổi của xã hội đóng một phần lớn vai trò.
Thế nhưng cũng không có nghĩa là tinh thần thượng võ trong xã hội Nhật Bản
đương thời bị lãng quên mà nó bắt đầu chuyển mình sang một hình thái mới.
Không còn chiến tranh nên các kỹ năng chém giết của võ sĩ dần đi vào chỗ
không còn đất dùng, vì vậy nó chuyển hướng sang khía cạnh tinh thần.
Người đọc "Musashi - Giang hồ kiếm khách" có thể thấy rõ sự chuyển mình của võ nghệ,
kiếm pháp trong thời đại này. Nó hướng đến những giá trị tinh thần, tính khắc kỷ và cầu đạo. Đại diện cho khuynh hướng này là "hoạt nhân kiếm" (Katsujinken) của phái Yagyū-ryū mà đại biểu là Yagyū Muneyoshi. Kiếm thuật không còn là hung khí để giết người nữa mà trở thành một công cụ để
người cầm kiếm hoàn thiện bản thân mình, rèn luyện thân tâm đến cảnh giới kiếm thiền nhất như. Kiếm đạo và Thiền đạo hòa làm một.
Nhân vật Miyamoto Musashi cũng là một đại diện cho xu thế này. Trải qua
nhiều cuộc giao tranh đẫm máu, cuối cùng Musashi nhận ra rằng cần phải
hướng kiếm thuật đến chỗ chân thiện mỹ với sự trợ giúp của thiền sư
Takuan Sōhō. Sau khi đánh bại đối thủ mạnh nhất đời mình là Sasaki Kojirō,
Musashi từ bỏ đường giang hồ, lui về ở ẩn và để lại cho hậu thế biết bao
danh tác nghệ thuật cùng cuốn sách "Ngũ luân thư" (Gorin-no-sho) được 
lưu truyền đến ngày nay.

## Mục liên quan
- Miyamoto Musashi
- Miyamoto Musashi I (phim điện ảnh)